# Diego Wolff
Diego Wolff (Aurich, 30 agosto 1934 – 23 dicembre 2010) è stato un pallanuotista argentino, di ruolo portiere.

## Biografia
Nasce in Germania, a Aurich, figlio di Jacob Wolff e Herta Ronsheim, con i quali si trasferisce a Buenos Aires ottenendo la nazionalità argentina.

## Carriera
Diego Wolff ricopre il ruolo di portiere nella Nazionale argentina per la prima volta nel 1959, in occasione dei Giochi panamericani, dove la sua Nazionale conquista l'argento. Un anno dopo è convocato per disputare le Olimpiadi di Roma, dove l'Argentina viene eliminata al primo turno piazzandosi nona. Nel 1963 è ancora portiere della Nazionale ai Giochi panamericani e vince la medaglia di bronzo.

## Palmarès

### Nazionale
- Argento ai Giochi panamericani

1959
- Bronzo ai Giochi panamericani

1963